# Ба Мо
Ба Мо (бірм. ဘမော် вимовляється [ba̰ mɔ̀], англ. Ba Maw, нар. 8 лютого 1893, Маубін, Британська Індія — пом. 29 травня 1977, Рангун, Бірма) — бірманський політичний діяч. У період Другої світової війни очолював спочатку колабораціоністську прояпонську тимчасову адміністрацію Бірми, а з 1943 року — маріонеткову державу Бірма, що існувала до 1945 року.

## Біографія

### Ранні роки
Ба Мо народився в місті Маубін в знатній бірманській родині Ба, що можливо, мала вірменське коріння. Один з його старших братів, доктор Ба Хан (1890–1969), був відомим адвокатом, а також лексикографом і правознавцем.
В 1924 році Ба Мо отримав вчений ступінь в Університеті Бордо у Франції: захистив докторську дисертацію з французької мови, присвячену різним аспектам буддизму в Бірмі. При цьому сам Ба Мо був католиком.

### Політична кар'єра
З 1920 року Ба Мо займався юридичною практикою, брав участь в політичному житті британської Бірми. Він досяг успіху як адвокат в 1931 році, під час судового процесу над Сая Саном, який очолив повстання в Бірмі в грудні 1930 року на ґрунті підвищення податків, яке незабаром перетворилося в національне повстання проти британського панування. Сая Сан був захоплений, засуджений і повішений. Однак Ба Мо став одним з адвокатів, які захищали Сая Сана.
З початку 1930-х років Ба Мо став активним прихильником бірманського самоврядування. Спочатку він виступав проти виділення Бірми як окремої колонії з Британської Індії, але пізніше підтримав його і був призначений першим колоніальним прем'єром британської Бірми з 1937 року по лютий 1939 року, після свого обрання в Законодавчі збори. У його складі він представляв партію «Сіньета» (партія «Бідняків»).. У період, коли Ба Мо очолював уряд, Бірму охопили страйки, мітинги, демонстрації та бойкоти, організовані партією тікінів (Добама асиайон; Асоціація «Наша Бірма»). Учасники руху вимагали скасування колоніальної конституції, прийняття законів про працю, проведення земельної реформи. При придушенні цього руху сотні людей були арештовані. В результаті цих подій уряд Ба Мо змушений піти у відставку.. Після своєї відставки Ба Мо продовжив активну політичну діяльність. Незабаром він був відправлений у відставку з Законодавчих зборів, а також арештований за антиурядову агітацію 6 серпня 1940 року. Ба Мо провів більше року у в'язниці Могок (Східна Бірма) як політв'язень.

### Держава Бірма

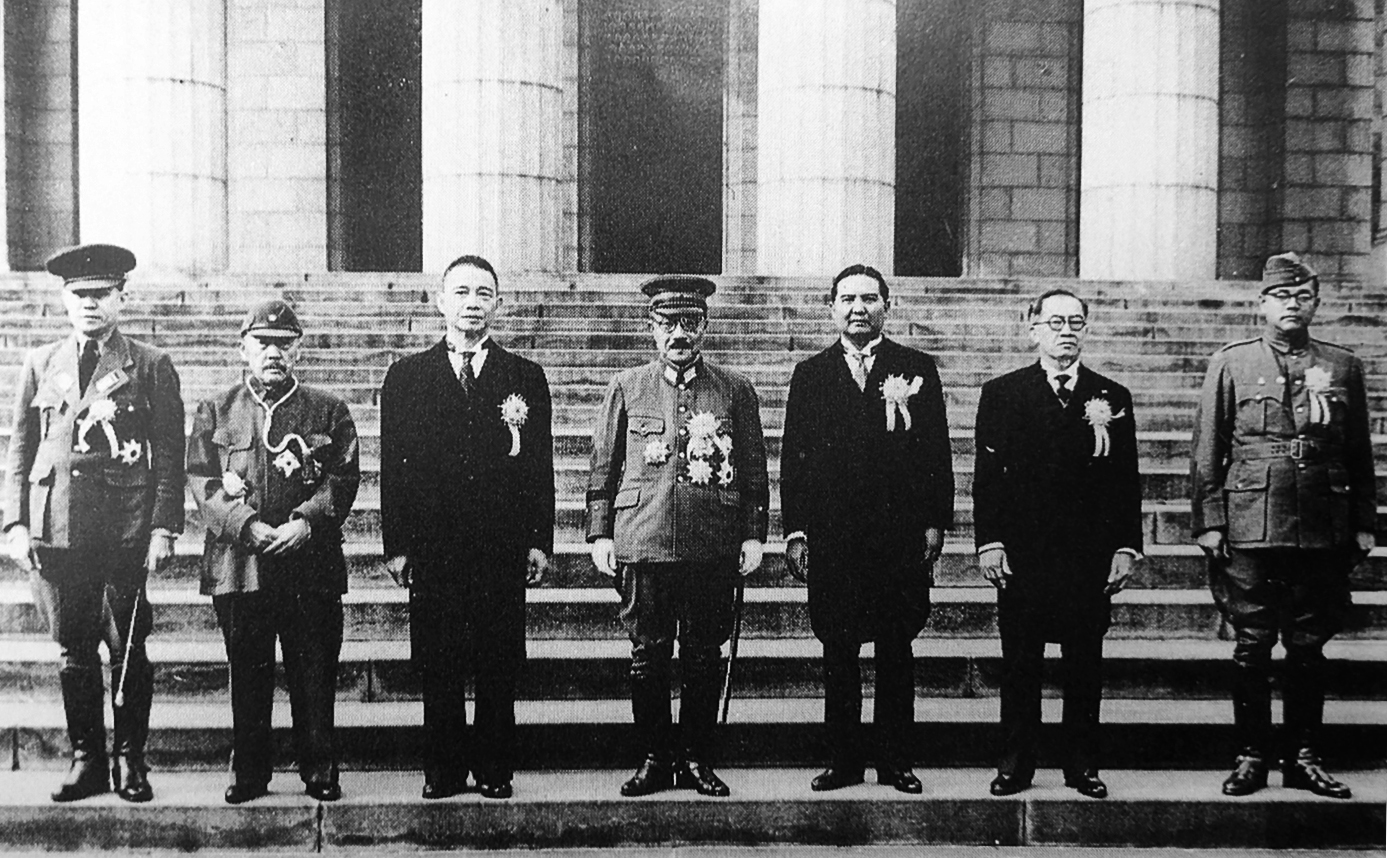
Учасники Великої Східноазійської конференції. Зліва направо: Ба Мо, Чжан Цзінхуей, Ван Цзінвей, Тодзьо Хідекі, Ван Вайтайакон, Хосе Лаурель, Субхаш Чандра Бос

З січня по травень 1942 року відбувалося завоювання Бірми Японською імператорською армією. Після захоплення японськими військами Рангуна Ба Мо був звільнений з в'язниці. Незабаром він був призначений керівником тимчасової цивільної адміністрації Бірми, що підкорялася японській адміністрації. 1 серпня 1942 року за сприянням Японської імперії в Рангуні була сформована Бірманська центральна виконавча адміністрація на чолі з Ба Мо.
Вважалося, що якнайшвидше надання Бірмі самостійності збільшить шанси на перемогу країн Осі у Другій світовій війні, запобіжить можливість повторної колонізації її західними державами і збільшить масштаби військової та економічної підтримки з Бірми для японських військ. Комітет з підготовки до проголошення незалежності Бірми під головуванням Ба Мо був створений 8 травня 1943 року, а 1 серпня того ж року було оголошено про створення Держави Бірма. Нова держава оголосила війну Великої Британії і США, а також підписало договір про взаємодію з Японською імперією. У листопаді 1943 року Ба Мо був присутній на Великої Східноазійської конференції в Токіо, де виступив з промовою.
Незважаючи на формальну незалежність, Бірманській державі не вдалося домогтися підтримки населення або дипломатичного визнання з боку будь-яких держав у зв'язку з триваючим присутністю на території Бірми частин Японської імператорської армії. До 1945 року уряд Ба Мо остаточно втратив свою легітимність, а солдати Національної армії Бірми на чолі з колишнім міністром оборони Аун Саном стали масово переходити на сторону антигітлерівської коаліції.

### Життя після війни
Напередодні вторгнення британських військ в Бірму Ба Мо втік через Таїланд в Японію, де його поселили в буддійському монастирі під виглядом глухонімого ченця. Однак незабаром він потрапив в полон американської окупаційної влади і до 1946 року містився в в'язниці Сугамо. Звільнившись, він отримав дозвіл на повернення до Бірми, яка через два роки отримала незалежність від Великої Британії, і це дозволило Ба Мо повернутися до політичного життя. Деякий час перебував в ув'язненні протягом 1947 року, будучи підозрюваним у причетності до вбивства Аун Сана, але незабаром його звільнили.
Коли 1962-го року владу в Бірмі опинилася в руках генерала Не Віна, Ба Мо знову опинився у в'язниці, як і багато бірманських політиків, з 1965 або 1966 року по лютий 1968 року.
З моменту звільнення і до кінця життя Ба Мо так і не вдалося зайняти будь-яку державну посаду. В 1968 році була опублікована його книга спогадів «Прорив в Бірмі: Спогади про революцію 1939—1946». У післявоєнний період він також став засновником політичної партії Махамаба.
Помер Ба Мо в Рангуні у віці 84 років.